# Refugi del Pradell
El refugi del Pradell és un refugi de muntanya a 2.115 m d'altitud del municipi de Lles de Cerdanya (Baixa Cerdanya) i situat al costat del torrent de Setut al vessant sud de la Tossa Plana de Lles.
Aquest refugi és tancat i cal demanar les claus al proper refugi Cap del Rec o directament a l'ajuntament de Lles de Cerdanya. Tot i així disposa d'una petita zona oberta amb xemeneia. És al final d'una de les pistes més conegudes de l'Estació d'esquí nòrdic de Lles.